# Етал
Етал (на френски: Étalle) е селище в Южна Белгия, окръг Виртон на провинция Люксембург. Населението му е около 5300 души (2006).